# Mohaisen Al-Jam'an
Mohaisen Mubarak Jam'an Al Dosari (Riad, 16 ottobre 1966) è un ex calciatore saudita, di ruolo attaccante.

## Palmarès

### Club

#### Competizioni nazionali
- Campionato saudita: 3

Al-Nassr: 1988-1989, 1993-1994, 1994-1995
- Coppa del Re dei Campioni: 3

Al-Nassr: 1986, 1987, 1990
- Coppa Principe Faysal Bin Fahd: 2

Al-Nassr: 1997, 1998

#### Competizioni internazionali
- Coppa delle Coppe dell'AFC: 1

Al-Nassr: 1997-1998
- Supercoppa d'Asia: 1

Al-Nassr: 1998
- Coppa dei Campioni del Golfo: 2

Al-Nassr: 1996, 1997